# Polskie szkolnictwo wojskowe w latach 1908–1939
Wykaz polskich uczelni wojskowych w latach 1908–1939

## Szkolnictwo wojskowe polskich organizacji niepodległościowych 1908-1914
Na początku XX w. zaostrzyły się stosunki pomiędzy państwami na świecie, w tym między zaborcami. Wystąpiły symptomy do rozpoczęcia wielkiej wojny europejskiej i konfliktu zbrojnego między zaborcami. W tej sytuacji ukształtowały się określone orientacje polityczne i pojawił się na terenie Polski ruch wojskowy. Pierwsze organizacje wojskowe powstały w 1906 roku. Były to bojówki Polskiej Partii Socjalistycznej (PPS). Jedną z ważniejszych był ZWC, który powstał w 1908 w zaborze austriackim. Celem tego Związku było przygotowanie powstania zbrojne w zaborze rosyjskim. Na początku ZWC rozwijał działalność w Królestwie Polskim na rzecz Austrii. Kierownictwo PPS-Frakcji uważało, że w ten sposób Polska odzyska wolność. Liczyli, że w drodze konfliktu zbrojnego Austro-Węgier i Niemiec z Rosją nastąpią przesunięcia graniczne na naszym terytorium. ZWC był nielegalną organizacją kadrową. Stał się trzonem większych liczebnie organizacji - Związku Strzeleckiego potocznie Strzelec, które działały już całkowicie legalnie. Inicjatywa utworzenia organizacji wojskowych wyszła też ze strony Zarzewia i innych grup organizacji akademickich. Pod koniec 1908 działacze tych grup utworzyły Polski Związek Wojskowy, a następnie organizację pod nazwą Armia Polska. z organizacji wyłoniły się Drużyny Strzeleckie. Powstanie organizacji bojowych w Galicji było związane z kryzysem bośniackim (1908), kiedy to wojna rosyjsko-austriacka mogła wybuchnąć w każdej chwili. W tej sytuacji Austria zainteresowana była w istnieniu polskich organizacji militarnych i udzielała im pomocy. Jesienią 1912 z inicjatywy obozu J. Piłsudskiego doszło do konsolidacji stronnictw popierających ruch wojskowy. Powołana została KTSSN. Popierały ją austriackie władze wojskowe. KTSSN rozpadła się w przededniu I wojny światowej. W tym czasie działały:
- Kursy Wojskowe Związku Walki Czynnej we Lwowie (Kurs Niższy, Kurs Wyższy) – 1908
- Szkoła Podchorążych „Zarzewia” we Lwowie - 1909
- Szkoła Wyższa Polskich Drużyn Strzeleckich - 1911
- Kursy Wojskowe „Strzelca” we Lwowie - 1910–1914
- Kursy Wojskowe „Strzelca” w Stróży - 1910–1914
- Kursy Wojskowe „Strzelca” w Olendrach Krakowskich - 1910–1914
- Kursy Wojskowe „Strzelca” w Nowym Sączu - 1910–1914.

## Szkolnictwo wojskowe polskich formacji wojskowych w czasie I wojny światowej 1914-1918
1 sierpnia 1914 wybuchła I wojna światowa. Ziemie polskie stały się terenem walk. Polacy mieli stać się dostarczycielem żołnierza i siły roboczej dla walczących armii. Każde z mocarstw walczących starało się pozyskać Polaków, jednak żadne z nich nie chciało dopuścić do odrodzenia Państwowości polskiej. Państwa zaborcze ogłaszały zwodnicze manifesty i odezwy do narodu polskiego. Walki na frontach zmuszały państwa walczące do coraz to nowych manewrów celem pozyskania żołnierza. 3 sierpnia 1914 ukazał się dekret cesarza Franciszka Józefa, głoszący że polskie organizacje wojskowe mogą pozyskać pozwolenie na broń i mogą przekształcać się w korpusy strzeleckie. W zaborze austriackim utworzono Legiony Polskie, które wkroczyły do Królestwa. Do Legionów garnęła się młodzież polska. Do drugiej połowy 1916 Francja, Rosja i Stany Zjednoczone nie chciały zajmować stanowiska wobec Polski i nie tworzyły odrębnych formacji wojskowych. Polaków wcielano do swoich armii. 5 listopada 1916 ogłoszony został manifest dwóch cesarzy o „niepodległym państwie polskim”. W ślad za tym utworzone zostały tymczasowa Rada Stanu w Królestwie Polskim, a następnie Rada Regencyjna, mające legitymizować tworzenie zależnej od Niemiec Polskiej Siły Zbrojnej (niem. Polnische Wehrmacht). Po manifeście dwóch cesarzy, 22 stycznia 1917 prezydent USA Woodrow  Wilson, wyraził pogląd, że powinna powstać niepodległa Polska. Wówczas Polonia amerykańska wysunęła ideę utworzenia w USA polskiego wojska. Z inicjatywy Sokoła w USA i Kanadzie powstały polskie szkoły wojskowe.  W 1917 w Europie zaszły zmiany polityczne. W Rosji został obalony carat. 27 marca 1917 Rada Delegatów Robotniczych i Żołnierskich w Piotrogrodzie wydała orędzie do narodu polskiego, uznając prawo do niepodległości Polski. Po tym zmienił się stosunek Anglii i Francji do kwestii niepodległości Polski. Do tej pory państwa te wychodziły z założenia, że sprawa Polski jest  wyłącznie wewnętrzną sprawą Rosji. 16 listopada 1917 i 28 sierpnia 1918 Rosja Sowiecka wydała deklaracje uznające niepodległość narodu polskiego.  Polskie szkoły i kursy wojskowe w czasie I wojny światowej wykształciły lub doszkoliły w kraju i na obczyźnie pokaźną liczbę oficerów, którzy po odzyskaniu niepodległości wstąpili do Wojska Polskiego. Kadry wojskowe kształcono w duchu własnych ideologii, w oddaniu i wierności państw w których byli armiach. W szkoleniu eliminowano postawę patriotyczną w stosunku do niepodległości narodu polskiego. W tym okresie działały:   
- Szkoła Podchorążych przy dowództwie Legionów Polskich w Krakowie - od 9.10.1914 - 31.07.1915
- Kursy Oficerskie w Legionowie - 1916
- Szkoła Podchorążych Polskiej Siły Zbrojnej w Ostrowie Łomżyńskim (Ostrów Mazowiecka) – od VIII 1917
- Szkoła Podchorążych Polskiego Korpusu Posiłkowego w Małopolsce - 1917
- Szkoła Podchorążych Polskiego Korpusu Posiłkowego w Mamajowicach na Bukowinie - 1917
- Szkoła Oficerska „Sokoła” w Quintin Cōtes du Nort we Francji - 1917
- Polska Szkoła Oficerska „Sokoła” w Toronto w Kanadzie - 1917
- Polska Szkoła Oficerska „Sokoła” w Cambridge de Springs w USA - 1917
- Legia Podchorążych w Bobrujsku (Rosja) – od grudnia 1917
- Kursy Oficerskie 4 Dywizji Piechoty  w Stanicy Paszkowskiej (Kubań - Rosja) – 1917
- Kursy Oficerskie 5 Dywizji Piechoty na Dalekim Wschodzie
- I Szkoła Oficerska przy 2 Pułku Piechoty w Zambrowie (1917)
- Szkoła Chorążych Legionów Polskich w Legionowie	(III – IV 1916)
- Wojskowa Szkoła Podoficerska Związku Młodzieży Polskiej w Congres, w USA (3 X 1915 – 14 V 1916)
- Wyższy Kurs Szkoły Żandarmerii w Warszawie (od 1 IV 1917).

## Lata 1919 - 1921
Piłsudski rozumiał rolę oficerów w przyszłej armii polskiej. W pierwszym rozkazie Naczelnika Państwa skierowanym do wojska  napisał: „Mimo specjalnie ciężkich warunków musi powstać wojsko silne, wewnętrznie jednolite, oparte na bezwzględnej karności i świadomej dyscyplinie. Cel ten muszą osiągnąć twórcy armii polskiej, oficerowie, łamiąc stanowczo wszelkie trudności i przeszkody. Obecnie wymagam właśnie pracy, która by zmierzała do uzyskania dobrowolnego poddania się żołnierzy woli kierowniczej swojego oficera” (Rozkaz Naczelnego Wodza z 7 grudnia 1918). 
Sytuacja rewolucyjna jaka objęła Rosję, Niemcy i Austro-Węgry spowodowała napływ oficerów byłych armii zaborczych do Wojska Polskiego. Oficerowie ci zasilili szczupły korpus oficerski który liczył ok. 3000 osób wyszkolonych w Legionach i innych organizacjach wojskowych. W końcu 1918 r. do tworzącego się Wojska Polskiego wstąpiło ok. 2000 oficerów w tym 27 generałów. Problemem przyjęć oficerów do WP zajmowała się Komisja Wojskowa dla Krajowego Inspektoratu. Warunki przyjęcia oficerów były liberalne. W większości wystarczała deklaracja chęci służby. Toteż przyjmowani oficerowie w wielu wypadkach nie znali dobrze języka polskiego, nie mówiąc już o języku wojskowym, znajomości kultury polskiej i tradycji oręża polskiego.
Źródłem uzupełnienia korpusu oficerskiego pod koniec 1918 stają się kursy oficerskie. Od 12 października do 31 grudnia 1918 ukończyły je 192 osoby. Nadano też stopnie oficerskie 114 osobom cywilnym, głównie lekarzom i prawnikom. Na wezwanie Rady Regencyjnej z 12 października 1918 zgłosiło się do WP ponad 250 oficerów głównie z Polskiego Korpusu Posiłkowego i Polskiej Organizacji Wojskowej. Pod koniec 1918 Wojsko Polskie rozporządzało ok. 5400 oficerami w tym z: Polnische Wehrmacht ok. 1500, z b. armii zaborczych ok. 2000, z b. organizacji wojskowych ok. 1600, ze szkół wojskowych o kursów ok. 200, mianowani z cywila ok. 100. mając do dyspozycji taką ilość oficerów państwo mogło rozbudowywać Wojsko Polskie, która na przełomie 1918/19 miała ok. 100 tys. żołnierzy. w 1919 wśród 15286 oficerów przyjętych do WP było 72 generałów i ok. 1000 oficerów sztabowych (starszych), posiadających praktykę wojenną i ukończone wyższe studia wojskowe.
Drugi poważnym źródłem uzupełnienia kadry oficerskiej były kursy i szkoły oficerskie. W 1919 opuściło je 5300 absolwentów. ponadto ponad 1000, z wyższym wykształceniem cywilnym, otrzymało stopnie oficerskie. W 1919 przybyła do kraju Armia gen. J. Hallera, w składzie której było ok. 1500 oficerów. Toczące się działania bojowe na wschodzie i rozpoczęta w kwietniu kampania przeciw Rosji Sowieckiej wymagała tworzenia nowych oddziałów wojskowych. Kwestia zwiększania stanu osobowego oficerów była ciągle aktualna. Nadal przyjmowano oficerów b. armii zaborczych oraz rozwijano szkolnictwo wojskowe. W 1920 kursy i szkoły wojskowe ukończyło ok. 3000 oficerów. Ponad połowę stanowili podchorążowie Szkoły Podchorążych Piechoty. Poważnie zasilili korpus oficerski oficerowie ochotnicy (byli to dowódcy Armii Ochotniczej, którzy automatycznie otrzymywali stopnie oficerskie stosownie do stanowiska oficerskiego. Jedynym warunkiem było ukończenie 6 klas szkoły średniej.  Oficerowie ci, po odpowiednim stażu dowodzenia i egzaminach przechodzili do korpusu oficerów zawodowych. Zapotrzebowanie na oficerów było tak wielki, że w czasie walk zawieszono naukę na wyższych uczelniach, a studentów kierowano na front i po 4 tygodniowym szkoleniu  mianowano do stopnia podchorążego. Sięgano też do szeregowców z cenzusem. Otrzymywali oni stopnie oficerskie po rocznej służbie i 3 miesięcznym kursie oficerskim. W maju 1920 wyszedł rozkaz w którym żołnierze Polacy armii niemieckiej i austriackiej z cenzusem (ukończone 6 klas szkoły średniej), o odpowiednim morale i rocznej służbie na froncie, mogą być mianowani oficerami po złożeniu egzaminów. W lipcu rozszerzono ten rozkaz na podoficerów b.Legionów i b. armii carskiej.
W latach 1919–1920 powstały w Polsce liczne szkoły i kursy oficerskie, co było potrzebne w związku z prowadzonymi działaniami wojennymi i wiązało się z rozwojem sił zbrojnych. Duży wpływ na organizację szkół i kursów odegrał powołany  w 1919 przy ministrze Spraw Wojskowych Komitet Doradczy z gen. Janem Jacyną na czele. W skład Komitetu wchodziło 9 generałów i kilkunastu oficerów starszych. Pracę Komitetu nadzorowała Francuska Misja Wojskowa. W czerwcu 1919 powstała pierwsza wyższa uczelnia II Rzeczypospolitej Wojenna Szkoła Sztabu Generalnego. Wykładowcami byli oficerowie Francuskiej Misji Wojskowej. W okresie wojny polsko-bolszewickiej działalność Szkoły przerwano.
W latach 1919–1920 działały szkoły oficerskie i kursy oficerskie:
- Wojenna Szkoła Sztabu Generalnego w Rembertowie
- Szkoła Podchorążych Piechoty w Warszawie
- Wielkopolska Szkoła Podchorążych Piechoty w Poznaniu
- Szkoła Aplikacyjna Oficerów Piechoty w Rembertowie
- Oficerska Szkoła Artylerii w Rembertowie
- Kursy Doskonalenia Oficerów Artylerii w Rembertowie
- Szkoła Podchorążych Artylerii w Poznaniu
- Centrum Wyszkolenia Artylerii w Poznaniu
- Centrum Wyszkolenia Artylerii w Toruniu
- Centrum Wyszkolenia Artylerii w Krakowie
- Oficerska Szkoła Jazdy w Starej Wsi
- Oficerska Szkoła Jazdy w Przemyślu
- Oficerska Szkoła Jazdy w Garwolinie
- Sekcja Żeglugi Powietrznej przy MSWoj w Warszawie
- Francuska Szkoła Pilotów w Warszawie (później w Dęblinie)
- Szkoła Lotnicza w Ławicy k/Poznania
- Niższa Szkoła Lotnicza w Krakowie
- Wyższa Szkoła Lotnicza w Krakowie
- Oficerska Szkoła Obserwatorów w Warszawie
- Oficerska Szkoła Aeronautyczna w Poznaniu
- Szkoła Lotników nr 1 w Bydgoszczy
- Szkoła Lotników nr 2 w Bydgoszczy
- Szkoła Podchorążych Wojsk Łączności w Warszawie
- Szkoła Oficerska Wojsk Telegraficznych i Radiotelegraficznych w Warszawie
- Obóz Wyszkolenia Wojsk Łączności w Zegrzu w składzie:
  - Szkoła Oficerska Wojsk Łączności
  - Szkoła Podchorążych Wojsk Łączności
  - Kurs Aplikacyjny
- Kościuszkowski Obóz Szkolny Saperów w Warszawie w składzie:
  - Szkoła Podchorążych Saperów (1918 - 1922)
  - Kurs dla Oficerów Szwadronów Technicznych
  - Kurs Doskonalenia Oficerów Służby Saperskiej
- Oficerska Szkoła Wojsk Samochodowych w Krakowie
- Oficerska Szkoła Wojsk Kolejowych w Krakowie
- Oficerska Szkoła Czołgów w  Warszawie
- Oficerska Szkoła Wojsk Kolejowych w Jabłonni
- Wojskowa Szkoła Miernicza w Warszawie, przemianowana w 1920 na Oficerską Szkołę Topografów przy Instytucie Wojskowo Topograficznym
- Szkoła Intendentury w Warszawie
- Szkoła Intendentury w Krakowie
- Szkoła Intendentury w Poznaniu
- Wojenna Szkoła Podchorążych Wojsk Taborowych w Warszawie
- Szkoła Gazowa w Warszawie
- Szkoła Żandarmerii w Warszawie, od 1920 Centralna Szkoła Żandarmerii wojskowej
- Centralna Szkoła Rusznikarska w Warszawie, od 1920 rozdzielona na :
  - Centralną Szkołę Rusznikarską
  - Centralną Szkołę Pirotechniczną
- Kursy Gimnastyczno-Sportowe w Warszawie i Poznaniu, przemianowane na Szkołę Gimnastyki i Sportów
- Kurs Pedagogiczny dla Oficerów w Warszawie
- Kursy Oficerskie Karabinów Maszynowych w Chełmie
- Centra Wyszkolenia Oficerów przy Dowództwach Okręgów Korpusów Generalnych i przy Dowództwach Frontów
- Szkoła Dezynfektorów przy Szpitalu Ujazdowskim w Warszawie (zobacz dezynfekcja).

## 1921 - 1937
W 1921 przystąpiono do tworzenia w Wojsku Polskim korpusu oficerów zawodowych. W styczniu 1921 wznowiono kształcenie oficerów w Wojennej Szkole Sztabu Generalnego. W myśl przyjętej w 1922 pragmatyki oficerem w czasie pokoju mógł zostać absolwent trzyletniej szkoły. Każdy kandydat powinien ukończyć roczny kurs unitarny w Szkole Podchorążych Piechoty oraz dwuletnie studia w szkole oficerskiej rodzaju broni której specjalność wybrał. W 1922-23 szkoły oficerskie przeszły reorganizację, związaną ze zmianą programów i strukturą organizacyjną. W tych dwóch latach szkolono oficerów według kursów wojennych i według nowo zorganizowanych pokojowych szkół oficerskich. Już w sierpniu 1921 otworzono w Warszawie Szkołę Podchorążych Piechoty według nowego typu, która oprócz szkolenia oficerów piechoty, przygotowywała kursantów wszystkich uczelni oficerskich na kursie unitarnym. Na czele nowych szkół stali komendanci, a wyszkoleniem zajmowali się dyrektorzy nauk. Dyrektorom nauk podlegali bezpośrednio wykładowcy i instruktorzy. Dyrektorzy kierowali laboratoriami, bibliotekami i często dowodzili oddziałami manewrowymi. Podchorążowie tworzyli oddziały szkolne (bataliony, kompanie, baterie i szwadrony). Szkoły oficerskie podlegały II wiceministrowi poprzez szefów departamentów. Organem II wiceministra było Biuro Ogólnoorganizacyjne w którym funkcjonował Wydział Szkolnictwa Wojskowego. Administracyjnie i dyscyplinarnie szkoły podlegały dowódcy tego Okręgu Korpusu na terenie którego się znajdowały. W 1921 powołano Wyższą Szkołę Intendentury. Latem 1922 Wojenną Szkołę Sztabu Generalnego przemianowano na Wyższą Szkołę Wojenną. W 1923 powstało w Warszawie Centrum Wyższych Studiów Wojskowych, zlikwidowane w 1933.
W 1926-1928 nastąpiła reorganizacja najwyższych władz wojskowych. Rozbudowany został Generalny Inspektorat Sił Zbojnych, co uszczupliło kompetencje Sztabu Generalnego i Ministerstwa Spraw Wojskowych. Reorganizacja ta spowodowała zmiany w szkolnictwie wojskowym. W l. 1928 - 1931 powstały centra wyszkolenia, zajmujące się kształceniem oficerów i podoficerów zawodowych, ich dokształcaniem i oraz specjalizacją. W skład centrów wyszkolenia wchodziły szkoły podchorążych (zachowując pewną autonomię), szkoły podchorążych rezerwy, kursy doskonalenia oficerów, szkoły podoficerskie oraz kursy specjalistyczne dla podoficerów. W 1936 powstały przy Wyższej Szkole Wojennej Wyższa Szkoła Lotnicza, a 1 października 1936 Wyższa Szkoła Inżynierii. W 1937 dokonano reorganizacji szkolnictwa wojskowego. Odstąpiono od szkolenia unitarnego. Do szkół podchorążych nabierano  głównie kandydatów ze szkół podchorążych rezerwy i z korpusów kadetów.
W l. 1921-37 działały uczelnie kształcące oficerów:
Wyższe szkoły wojskowe
- Centrum Wyższych Studiów Wojskowych w Warszawie
- Wyższa Szkoła Wojenna w Warszawie
- Wyższa Szkoła Intendentury w Warszawie
- Wyższa Szkoła Lotnicza przy Wyższej Szkole Wojennej w Warszawie
- Wyższa Szkoła Inżynierii w Warszawie
- Główna Szkoła Artylerii i Inżynierii w Warszawie (1922–1923)

Szkoły oficerskie
- Oficerska Szkoła Piechoty w Warszawie
- Oficerska Szkoła Marynarki Wojennej w Toruniu
- Oficerska Szkoła dla Podoficerów w Bydgoszczy
- Oficerska Szkoła Kawalerii w Grudziądzu
- Oficerska Szkoła Artylerii w Toruniu
- Oficerska Szkoła Inżynierii w Warszawie
- Wojskowa Szkoła Sanitarna w Warszawie
- Oficerska Szkoła Lotnictwa w Grudziądzu, od 1927 przeniesiona do Dęblina
- Oficerska Szkoła Topografów w Warszawie
- Kurs Aplikacyjny dla Obserwatorów przy Oficerskiej Szkole Lotnictwa w Dęblinie
- Szkoła Techniczna Podchorążych Lotnictwa w Bydgoszczy, od 1936 przeniesiona do Warszawy
- Szkoła Pilotażu w Grudziądzu
- Szkoła Podchorążych Broni Pancernych w Modlinie
- Kurs Aplikacyjny dla Oficerów Broni Pancernych w Modlinie.

## 1937 - 1939
Po dokonanej w 1937 reorganizacji szkolnictwa wojskowego działały nw. uczelnie kształcące oficerów zawodowych:
Wyższe szkoły wojskowe
- Wyższa Szkoła Wojenna w Warszawie
- Wyższa Szkoła Intendentury w Warszawie
- Wyższa Szkoła Lotnicza przy Wyższej Szkole Wojennej w Warszawie
- Wyższa Szkoła Inżynierii w Warszawie
- Wojskowa Szkoła Główna Inżynierii w Warszawie od 1939

Szkoły podchorążych
- Szkoła Podchorążych Piechoty w Komorowie, kształcąca 960 podchorążych
- Szkoła Podchorążych dla Podoficerów w Bydgoszczy,  kształcąca 360 podchorąży
- Szkoła Podchorążych Artylerii w Toruniu, kształcąca 440 podchorążych
- Szkoła Podchorążych  Kawalerii  w Grudziądzu, kształcąca 140 podchorążych
- Szkoła Podchorążych Broni Pancernych w Modlinie, kształcąca 180 podchorążych
- Szkoła Podchorążych Lotnictwa w Dęblinie, kształcąca 450 podchorążych
- Szkoła Techniczna Podchorążych Lotnictwa w Warszawie kształcąca 150 podchorążych
- Szkoła Podchorążych Saperów w  Warszawie, kształcąca 10 podchorążych
- Szkoła Podchorążych Łączności w Zegrzu, kształcąca 120 podchorążych
- Szkoła Podchorążych Marynarki Wojennej w Toruniu, kształcąca 120 podchorążych
- Szkoła Podchorążych Sanitarnych w Warszawie, kształcąca 300 podchorążych
- Szkoła Podchorążych Artylerii Przeciwlotniczej w Brześciu n. Bugiem, kształcąca 60 podchorążych
- Oficerska Szkoła Topograficzna w Warszawie, kształcąca 80 podchorążych
- Szkoła Pilotażu Myśliwskiego w Grudziądzu, kształcąca 40 podchorążych
- Szkoła Zbrojmistrzów w Warszawie, kształcąca 80 podchorążych

### Szkoły wszystkich typów - według kategorii
Wyższe szkoły wojskowe
- Centrum Wyższych Studiów Wojskowych w Warszawie
- Wojenna Szkoła Sztabu Generalnego w Warszawie (1919-1922)
- Wyższa Szkoła Wojenna w Warszawie (1922-1939)
- Wyższa Szkoła Intendentury w Warszawie (1921–1939)
- Wyższa Szkoła Lotnicza przy Wyższej Szkole Wojennej w Warszawie (1936–1939)
- Wyższa Szkoła Inżynierii w Warszawie
- Wojskowa Szkoła Główna Inżynierii w Warszawie

Obozy szkolne:
- Centralny Obóz Szkół Podoficerskich Artylerii w Toruniu (od 15 XI 1920 z połączenia sześciu szkół podoficerskich artylerii)
- Obóz Szkolny Artylerii w Toruniu
- Kościuszkowski Obóz Szkolny Saperów w Warszawie (od 24 IX 1919)
- Obóz Szkolny Wojsk Samochodowych w Warszawie
- Obóz Wyszkolenia Oficerów Wojsk Łączności w Zegrzu (I - V 1921)
- Obóz Szkolny Wojsk Łączności w Zegrzu (V 1921 - 1929)

Centra wyszkolenia:
- Centrum Wyższych Studiów Wojskowych w Warszawie (1923–1933)
- Centrum Wyszkolenia Artylerii w Toruniu
- Centrum Wyszkolenia Artylerii Przeciwlotniczej Warszawa
- Centrum Wyszkolenia Lotnictwa Dęblin
- Centrum Wyszkolenia Technicznego Lotnictwa Bydgoszcz
- Centrum Wyszkolenia Łączności Zegrze (1929-1939)
- Centrum Wyszkolenia Piechoty Rembertów
- Centrum Wyszkolenia Sanitarnego Warszawa
- Centrum Wyszkolenia Saperów Modlin
- Centrum Wyszkolenia Broni Pancernych w Modlinie
- Centrum Wyszkolenia Kawalerii w Grudziądzu
- Centrum Wyszkolenia Żandarmerii w Grudziądzu
- Wojskowy Ośrodek Spadochronowy w Bydgoszczy

Szkoły oficerskie:
- Oficerska Szkoła Aeronautyczna w Poznaniu, a następnie w Toruniu (1919–1921)
- Oficerska Szkoła Inżynierii Warszawa
- Oficerska Szkoła Jazdy w Grudziądzu
- I Oficerska Szkoła Jazdy w Warszawie
- Oficerska Szkoła Kawalerii w Grudziądzu
- Oficerska Szkoła Marynarki Wojennej Bydgoszcz
- Oficerska Szkoła Marynarki Wojennej Toruń
- Oficerska Szkoła Miernicza w Warszawie
- Oficerska Szkoła Topografów przy Wojskowym Instytucie Geograficznym w Warszawie
- Szkoła Oficerów Wojsk Radiotelegraficznych w Warszawie (1919)
- Szkoła Oficerska Wojsk Telegraficznych w Warszawie (od 16 IV 1919)
- Szkoła Radiotelegraficzna Oficerów Artylerii przy I Batalionie Radiotelegraficznym Szkolnym w Warszawie (od 5 II 1920)
- Oficerska Szkoła dla Podoficerów w Bydgoszczy
- Szkoła Oficerska w Poznaniu

Szkoły podchorążych:
- Szkoła Podchorążych Piechoty Komorów
- Szkoła Podchorążych dla Podoficerów Bydgoszcz
- Szkoła Podchorążych Artylerii w Poznaniu
- Szkoła Podchorążych Artylerii Toruń
- Szkoła Podchorążych Artylerii Przeciwlotniczej Brześć
- Szkoła Podchorążych Broni Pancernych Modlin
- Szkoła Podchorążych Kawalerii Grudziądz
- Szkoła Techniczna Podchorążych Lotnictwa Bydgoszcz
- Centralna Szkoła Podoficerów Pilotów Lotnictwa Bydgoszcz
- Centralna Szkoła Mechaników Lotniczych w Bydgoszczy
- Szkoła Podchorążych Lotnictwa Dęblin
- Szkoła Podchorążych Łączności Zegrze
- Szkoła Podchorążych Saperów Warszawa
- Szkoła Podchorążych Marynarki Wojennej Toruń
- Szkoła Podchorążych Sanitarnych Warszawa
- Oficerska Szkoła Topograficzna Warszawa
- Szkoła Podchorążych Wojsk Samochodowych Kraków
- Szkoła Podchorążych Wojsk Samochodowych Warszawa (ul. Koszykowa 22, potem Fort „Wola”)
- Szkoła Podchorążych Wojsk Taborowych w Warszawie
- Szkoła Podchorążych Taborowych w Warszawie
- Wielkopolska Szkoła Podchorążych Piechoty w Bydgoszczy
- Wielkopolska Szkoła Podchorążych Piechoty w Poznaniu
- Centrum Wyszkolenia Podoficerów Lotnictwa Bydgoszcz

Ośrodki kształcenia podchorążych rezerwy w latach 1922-1939
Szkoły podoficerów zawodowych:
- 1 Szkoła Podoficerska Artylerii w Rembertowie
- Centralna Szkoła Podoficerska Wojsk Łączności w Zegrzu
- Centralna Szkoła Podoficerów Korpusu Ochrony Pogranicza w Osowcu (1928-1939)
- Szkoła Podoficerów Artylerii Nr 1 w Warszawie → C.O.S.P.Art.
- Szkoła Podoficerów Artylerii Nr 2 w Chełmie → C.O.S.P.Art.
- Szkoła Podoficerów Artylerii Nr 3 w Krakowie → C.O.S.P.Art.
- Szkoła Podoficerów Artylerii Nr 4 w Łodzi → C.O.S.P.Art.
- Szkoła Podoficerów Artylerii Nr 5 we Lwowie → C.O.S.P.Art.
- Szkoła Podoficerów Artylerii Nr 6 w Poznaniu na Sołaczu → C.O.S.P.Art.
- Szkoła Podoficerów Jazdy w Starej Wsi
- Szkoła Podoficerów Zawodowych Kawalerii w Jaworowie

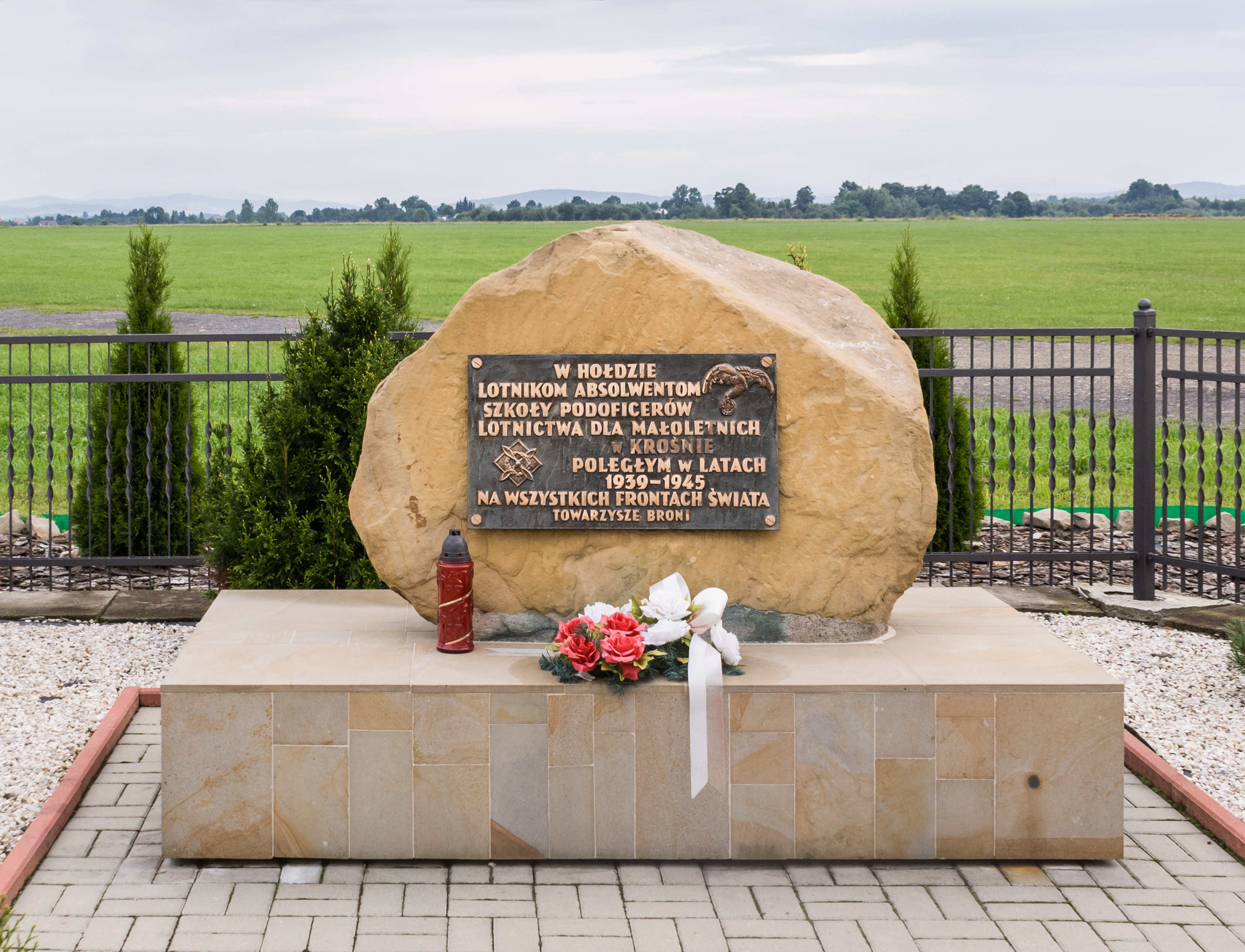
Tablica pamiątkowa w hołdzie absolwentom Szkoły Podoficerów Lotnictwa dla Małoletnich w Krośnie poległym w latach 1939-1945

- Szkoła Podoficerów Lotnictwa dla Małoletnich w Bydgoszczy

- Szkoła Podoficerów Lotnictwa dla Małoletnich w Krośnie
- Szkoła Podoficerów Piechoty dla Małoletnich nr 2 w Grudziądzu
- Szkoła Podoficerów Piechoty dla Małoletnich nr 2 w Śremie
- Szkoła Podoficerów Piechoty dla Małoletnich nr 3 w Nisku
- Szkoła Podoficerów Piechoty dla Małoletnich w Koninie
- Szkoła Podoficerów Zawodowych Kawalerii w Grudziądzu
- Szkoła Podoficerów Zawodowych Piechoty w Grudziądzu
- Szkoła Podoficerów Zawodowych Służby Weterynaryjnej w Warszawie
- Wielkopolska Szkoła Podoficerów Piechoty w Poznaniu

Szkoły:
- Lotnicza Szkoła Strzelania i Bombardowania w Grudziądzu
- Szkoła Zbrojmistrzów w Warszawie
- Praktyczna Wojskowa Szkoła Kreślarzy Instytutu Wojskowo-Geograficznego w Warszawie
- Szkoła Broni Chemicznej
- Szkoła Gazowa Wojskowa
- Szkoła Gazowa
- Centralna Szkoła Gazowa
- Szkoła Obrony Przeciwgazowej
- Wojskowa Szkoła Muzyczna w Katowicach
- Centralna Szkoła Strzelnicza w Toruniu. archiwumcaw.wp.mil.pl. [zarchiwizowane z tego adresu (2014-04-20)].
- Centralna Wojskowa Szkoła Gimnastyki i Sportów w Poznaniu
- Wojskowe Szkoły Automobilowe przy Zapasowych Autokolumnach Okręgów Generalnych:
  - Wojskowa Szkoła Automobilowa przy Zapasowej Autokolumnie Okręgu Generalnego w Łodzi
- Zakład Leczniczo-Szkolny w Warszawie-Pradze
- Szkoła Inwalidów w Krakowie z kursami w Mokrzyskach i w Mydlnikach
- Zakłady Szkolenia Inwalidów Wojennych w Piotrkowie
- Warsztaty Reedukacyjne w Łodzi
- Szkoła Zawodowa dla Inwalidów Wojennych we Lwowie
- Szkoła Zawodowa dla Inwalidów Wojennych w Lipowicy

Korpusy kadetów
- Korpus Kadetów Nr 1 im. Marszałka Józefa Piłsudskiego w Łobzowie (1918-1921) i we Lwowie (1921-1939)
- Korpus Kadetów Nr 2 w Modlinie (1919-1926) i w Chełmnie (1926-1936) → połączony z KK-3
- Korpus Kadetów Nr 3 w Rawiczu (1925-1936) → po połączeniu z KK-2 przemianowany na KK-2
- Korpus Kadetów Nr 2 im. Marszałka Rydza-Śmigłego w Rawiczu (1936-1939)

Kursy:
- Kursy dla adiutantów przy Sztabie Generalnym w Warszawie (II Kurs - dwumiesięczny - od 1 V 1919)
- Kurs dla Oficerów Rezerwy przy Szkole Podchorążych Artylerii (trzymiesięczny w 1920)
- Kurs Oficerski Szkoły Jazdy w Przemyślu
- Kursy Instruktorów Jazdy Konnej w Grudziądzu
- Kursy Podoficerów Zawodowych Kawalerii w Grudziądzu
- Pierwszy Kurs Doszkolenia dla Podoficerów Zawodowych i Chorążych Kawalerii (20 III - 20 VIII 1923 przy brygadach kawalerii)
- Kursy Fortyfikacyjne w Warszawie (1925 – ?)
- Kursy Aplikacyjne Oficerów Młodszych Żandarmerii w Grudziądzu
- Kursy dla podchorążych Wojskowej Straży Granicznej przy Szkole Podchorążych Piechoty (od 1 III 1920)
- Kurs Telegrafistów Pułkowych w Kielcach (1919)
- Tymczasowe Kursy Pedagogiczne przy Departamencie Szkolnictwa Wojskowego M.S.Wojsk.
- III siedmiomiesięczny Kurs Pedagogiczny dla oficerów i urzędników wojskowych w Warszawie przy Szkole Gazowej (od 25 XI 1920)
- Kursy uzupełniające Szkoły Podchorążych dla szeregowych bez cenzusu (dziesięciomiesięczne w Szkołach Podchorążych Piechoty)
- Kurs Aplikacyjny oficerów piechoty w Rembertowie
  - Dowództwo Kursu
  - Kurs dowódców batalionów dla 30 oficerów
  - Kurs dowódców kompanii dla 90 oficerów
  - Batalion Manewrowy
- Kursy oglądaczy mięsa przy Rzeźni Wojskowej Urzędu Gospodarczego DOG „Warszawa” (sześciotygodniowe)

Jednostki szkolne:
- I Batalion Radiotelegraficzny Szkolny w Warszawie
- Dywizjon Szkolny Żandarmerii w Grudziądzu (1927-1929)
- Batalion Szkolny Centrum Wyszkolenia Żandarmerii w Grudziądzu (1930–1939)
- Szwadron Szkolny Karabinów Maszynowych w Przemyślu

### Według rodzajów broni i służb
Kawaleria
- Centrum Wyszkolenia Kawalerii w Grudziądzu
- Oficerska Szkoła Jazdy w Grudziądzu
- I Oficerska Szkoła Jazdy w Warszawie
- Oficerska Szkoła Kawalerii w Grudziądzu
- Szkoła Podchorążych Kawalerii w Grudziądzu
- Szkoła Podoficerów Jazdy w Starej Wsi
- Szkoła Oficerów Jazdy w Starej Wsi (Z dniem 15 września 1919 roku)
- Szkoła Oficerów Jazdy w Tarnowie (Z dniem 15 września 1919 roku)
- Szkoła Oficerów Jazdy w Przemyślu (Z dniem 15 września 1919 roku)
- Szkoła Podoficerów Zawodowych Kawalerii w Jaworowie
- Kursy Instruktorów Jazdy Konnej w Grudziądzu
- Kursy Podoficerów Zawodowych Kawalerii w Grudziądzu
- Pierwszy Kurs Doszkolenia dla Podoficerów Zawodowych i Chorążych Kawalerii (20 III - 20 VIII 1923 przy brygadach kawalerii)
- Kurs Doszkolenia dla chorążych i podchorążych Kawalerii i Wojsk Taborowych w Gnieźnie (1922/1923, pięciomiesięczny)[1]

Artyleria
- Centralny Obóz Szkół Podoficerskich Artylerii (COSPA) w Toruniu (od 15 XI 1920 z połączenia sześciu szkół podoficerskich artylerii)
- Obóz Szkolny Artylerii w Toruniu
- Centrum Wyszkolenia Artylerii w Toruniu
- Szkoła Radiotelegraficzna Oficerów Artylerii przy I Batalionie Radiotelegraficznym Szkolnym w Warszawie (od 5 II 1920)
- Szkoła Podchorążych Artylerii	w Poznaniu
- Szkoła Podchorążych Artylerii	w Toruniu
- 1 Szkoła Podoficerska Artylerii w Rembertowie
- Szkoła Podoficerów Artylerii Nr 1 w Warszawie → COSPA
- Szkoła Podoficerów Artylerii Nr 2 w Chełmie → COSPA
- Szkoła Podoficerów Artylerii Nr 3 w Krakowie → COSPA
- Szkoła Podoficerów Artylerii Nr 4 w Łodzi → COSPA
- Szkoła Podoficerów Artylerii Nr 5 we Lwowie → COSPA
- Szkoła Podoficerów Artylerii Nr 6 w Poznaniu na Sołaczu → COSPA
- Kurs dla Oficerów Rezerwy przy Szkole Podchorążych Artylerii (trzymiesięczny w 1920)

Łączność (Wojska Telegraficzne i Wojska Radiotelegraficzne)
- Obóz Wyszkolenia Oficerów Wojsk Łączności w Zegrzu (I - V 1921)
- Obóz Szkolny Wojsk Łączności w Zegrzu (V 1921 - 1929)
  - Centralna Szkoła Podoficerska Wojsk Łączności w Zegrzu (1929-1939)
- Centrum Wyszkolenia Łączności w Zegrzu
- Szkoła Oficerów Wojsk Radiotelegraficznych w Warszawie (1919)
- Szkoła Oficerska Wojsk Telegraficznych w Warszawie (od 16 IV 1919)
- Szkoła Podchorążych Łączności	w Zegrzu
- Kurs Telegrafistów Pułkowych w Kielcach (1919)

Saperzy
- Szkoła Podoficerów Saperów - Instruktorów w Warszawie na Powązkach (od 19 V 1919)
- Obóz Szkolny Saperów (5 - 24 IX 1919)
- Kościuszkowski Obóz Szkolny Saperów w Warszawie (od 24 IX 1919)
  - Oficerska Szkoła Inżynierii w Warszawie (1923-1828)
  - Szkoła Podchorążych Inżynierii w Warszawie (1928-1935)
  - Szkoła Podchorążych Saperów w Warszawie (1935-1939)
  - Szkoła Podchorążych Rezerwy Saperów
  - Kurs doszkalania oficerów i młodszych saperów
  - Kurs fortyfikacji dla inżynierów cywilnych
  - Kurs doszkalania oficerów sztabowych saperów

Lotnictwo
- Wyższa Szkoła Lotnicza przy Wyższej Szkole Wojennej w Warszawie (1936–1939)
- I Niższa Szkoła Lotników w Dęblinie (do 16 IX 1920)
- Szkoła Lotników I w Bydgoszczy (od 16 IX 1920)
- Niższa Szkoła Lotników w Krakowie (do 16 IX 1920)
- Szkoła Lotników II w Bydgoszczy (od 16 IX 1920)
- I Niższa Szkoła Pilotów w Bydgoszczy
- Szkoła Mechaników Lotniczych	w Bydgoszczy
- Szkoła Podoficerów Lotnictwa dla Małoletnich	w Bydgoszczy
- Szkoła Podoficerów Lotnictwa dla Małoletnich	Krośnie

Wojska Balonowe (Aeronautyczne)
- Oficerska Szkoła Aeronautyczna w Poznaniu, a następnie w Toruniu (1919–1921)
- Centralna Szkoła Aerostatyczna (1922-1923)
- Centralna Szkoła Balonowa (1923–1924)
- Kurs Mechaników Aeronautycznych przy Oficerskiej Szkole Aeronautycznej w Toruniu

Korpus Ochrony Pogranicza
- Centralna Szkoła Podoficerów Korpusu Ochrony Pogranicza w Osowcu (1928-1939)

Żandarmeria
- Szkoła Żandarmerii Polowej w Warszawie (od 10 XI 1918)
- Szkoła Żandarmerii przy Dowództwie Żandarmerii w Warszawie (od VII 1919)
- Szkoła Żandarmerii Wojskowej w Grudziądzu (od 28 X 1920)
- Centralna Szkoła Żandarmerii w Grudziądzu (do IV 1927)
- Dywizjon Szkolny Żandarmerii w Grudziądzu (IV 1927-XII 1929)
- Centrum Wyszkolenia Żandarmerii w Grudziądzu (1930–1939)
  - Kurs Aplikacyjny Oficerów Młodszych Żandarmerii
  - Batalion Szkolny

Wojska taborowe
- Dowództwo Szkół Taborowych 
  - Szkoła Podchorążych Wojsk Taborowych w Warszawie
  - Szkoła Podoficerska Wojsk Taborowych w Warszawie
- Szkoła Podkuwaczy w Warszawie (od 1 V 1919)
- Szkoły na pięćdziesięciu uczniów - podkuwaczy koni, przy dywizjonach taborów, w generalnych okręgach: łódzkim, krakowskim, kieleckim i lubelskim.
- Kurs Doszkolenia dla chorążych i podchorążych Kawalerii i Wojsk Taborowych w Gnieźnie (1922/1923, pięciomiesięczny)

Służba zdrowia
- Szkoła Dezynfektorów utworzona 20 czerwca 1919 roku przy Szpitalu Ujazdowskim w Warszawie[2]

Służba weterynaryjna
- Oddział Szkolny Służby Weterynaryjnej Wołyńskiej Szkoły Podchorążych Rezerwy Artylerii im. Marcina Kątskiego we Włodzimierzu Wołyńskim
- Szkoła Podoficerów Zawodowych Służby Weterynaryjnej w Warszawie
- Kursy oglądaczy mięsa przy Rzeźni Wojskowej Urzędu Gospodarczego DOG „Warszawa” (sześciotygodniowe)

Służba opieki
- Zakład Leczniczo-Szkolny w Warszawie-Pradze
- Szkoła Inwalidów w Krakowie z kursami w Mokrzyskach i w Mydlnikach
- Zakłady Szkolenia Inwalidów Wojennych w Piotrkowie
- Warsztaty Reedukacyjne w Łodzi
- Szkoła Zawodowa dla Inwalidów Wojennych we Lwowie
- Szkoła Zawodowa dla Inwalidów Wojennych w Lipowicy.